# カール・エマヌエル (ヘッセン＝ローテンブルク方伯)
カール・エマヌエル（Karl Emanuel von Hessen-Rotenburg（1746年6月5日 - 1812年3月23日）は、ヘッセン＝ローテンブルク方伯（在位：1778年 - 1806年）。ヘッセン＝ローテンブルク方伯コンスタンティンとその最初の妻マリア・エーファ・ゾフィア・フォン・シュタルヘンベルクの間の長男として生まれた。名前は洗礼の代父を務めた義理の伯父のサルデーニャ王カルロ・エマヌエーレ3世に因む。
1757年よりオーストリア軍の胸甲騎兵連隊の連隊長を務め、将軍の地位を得てから退役し、1778年にヘッセン＝ローテンブルク方伯家の家督を継いだ。1806年に本家のヘッセン選帝侯領がナポレオン1世のフランス軍に占領され、ヴェストファーレン王国領に併合された際、カール・エマヌエルの治めるヘッセン選帝侯領の分封領「ローテンブルガー・クヴァルト（Rotenburger Quart）」も運命を共にした。1812年に亡命先のフランクフルト・アム・マインで死去した。

## 子女
1771年にリヒテンシュタイン侯フランツ・ヨーゼフ1世の娘レオポルディーネ（1754年 - 1823年）と結婚し、間に1男1女をもうけた。
- ヴィクトル・アマデウス（1779年 - 1834年） - ヘッセン＝ローテンブルク方伯
- クロティルデ（1787年 - 1869年） - 1811年、ホーエンローエ＝バルテンシュタイン侯カール・アウグストと結婚